# Panamax

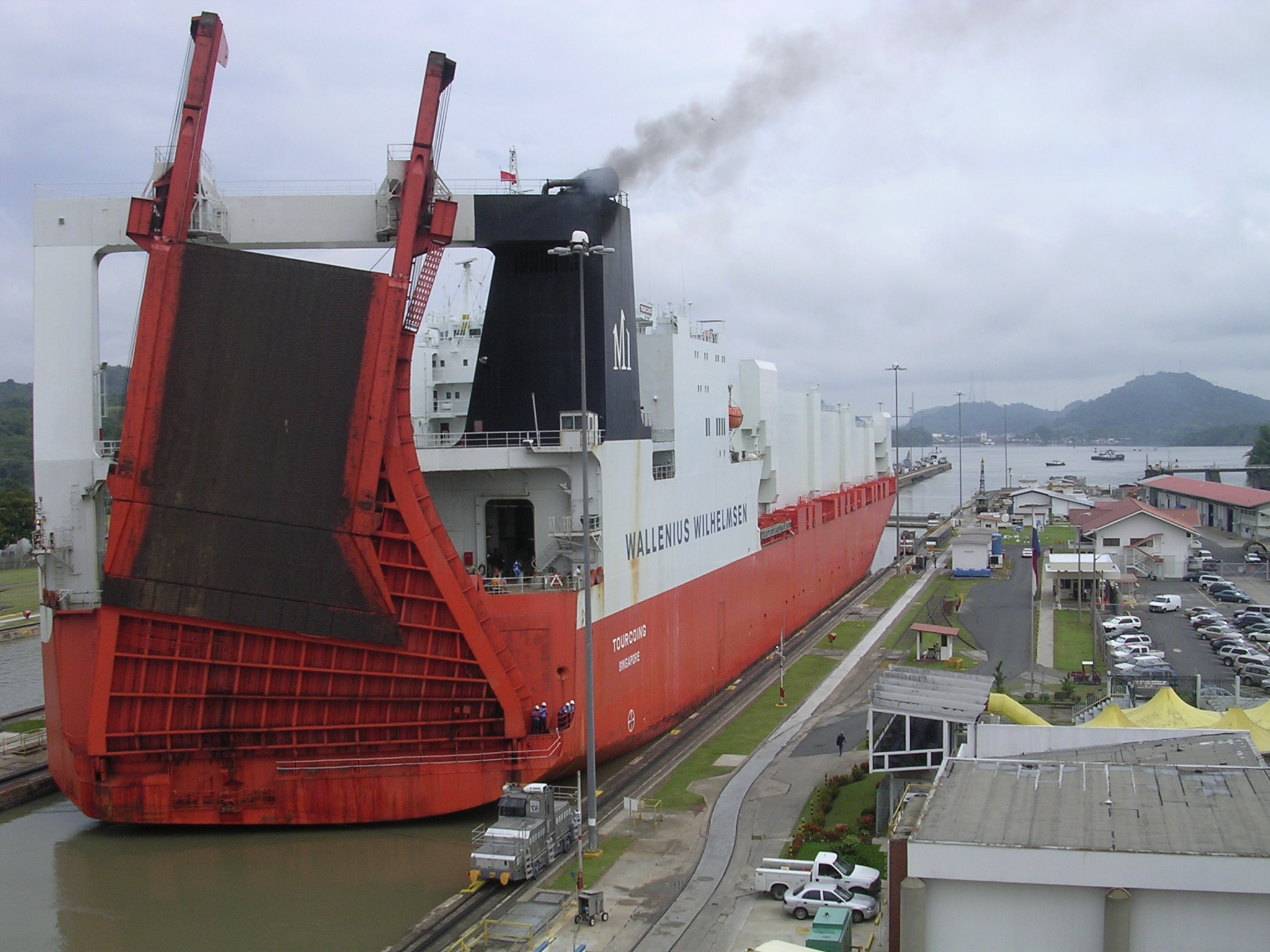
Przeprawa przez Kanał Panamski

Panamax – zbitka słów Panama i maksimum. Określa się tak statek o maksymalnych wymiarach gabarytowych, umożliwiających żeglugę przez Kanał Panamski.
Wielkość statku ograniczają wymiary śluz wodnych, wynoszące 305 m długości, 33,5 m szerokości oraz 26 m głębokości (śluza Pedro Miguel 12,55 m). Typowy Panamax to masowiec lub kontenerowiec o maksymalnych wymiarach:
- 294,1 m długości
- 32,3 m szerokości
- 12,0 m zanurzenia
- 57,9 m wysokości od linii wodnej do najwyżej położonego punktu statku

Typowa nośność statku o powyższych wymiarach wynosi między 65, a 80 tysięcy DWT, a kontenerowce mają pojemność do 5000 TEU. Niektóre nowe Panamaxy mają nośność do 120 tysięcy DWT.
Ograniczenie wysokości wynika z faktu wybudowania w 1962 roku mostu nad kanałem – "Bridge of the Americas" ("Most Ameryk") łączącego obie Ameryki (prześwit pomiędzy dolną krawędzią mostu a lustrem wody wynosi 61,3 m). Z uwagi na czasowe niedobory wody w jeziorze Gatún, służącej do napełniania śluz, władze kanału mogą ograniczyć dopuszczalne zanurzenie statku.
Nowoczesne statki przekraczające podane wymiary i niemogące przepływać przez Kanał Panamski określa się czasami nazwą Post-Panamax.
Polscy armatorzy posiadają (posiadali) w składzie swej floty m.in. następujące Panamaksy: MS Manifest Lipcowy, MS Orlęta Lwowskie, MS Legiony Polskie, MS Szare Szeregi, MS Armia Krajowa, MS Solidarność, MS Polska Walcząca, MS Bełchatów, MS Huta Sendzimira, MS Huta Katowice, MS Lake Anna (ex MS Ossolineum), MS Lake Arthur (ex MS Manifest PKWN), MS Turoszów, MS Giewont oraz MS Rysy.
W 2019 roku we flocie PŻM znajdowały się 4 Panamaxy o nośności 79 600 DWT (ms Giewont, ms Jawor, ms Ornak, ms Rysy)  oraz 4 o nośności 82138 DWT (ms Karpaty, ms Sudety, ms, Beskidy i ms Tatry).